# 懸垂
懸垂（けんすい）は運動のひとつ。
一般的には高い棒に手をかけてぶら下がり、腕や広背筋、大円筋の力を使って顎（アゴ）が棒の高さに来るまで身体を引き上げるものを指す。
ただ体を持ち上げることが目的ならどんなやり方でも構わないが、筋力を鍛える目的ならば、正確なフォームで行わないと効果が半減してしまう。目的部位にきちんと効かせる懸垂を行うことは初心者には困難であるので、専門家の指導をあおぐのが無難。
腕力の無い人の為に「斜め懸垂」というものもある。これは棒を持った状態でも余裕で足が付く、子供用鉄棒などが使われる。地面を足に付けて身体を斜めにした状態から、腕の力を使って引き上げるものである。「地面に足がついている」「身体が垂直ではなく斜めになっている」為、腕への負担が軽減される。女性用の体力測定などでよく使われる。1964年から1998年まではスポーツテストの項目に懸垂または斜め懸垂が入っていた（斜め懸垂は小学生と中学生以上女子で実施）。
体操競技種目の吊り輪や鉄棒などで懸垂の動きが用いられている。
懸垂はウェイトトレーニングのひとつとしても用いられる。懸垂運動では広背筋、大円筋、上腕二頭筋、前腕筋群が主に鍛えられる。英語では一般的に順手の懸垂をプルアップ (pullup)、逆手の懸垂をチンアップ (Chinup) と呼ぶ。（ただし普遍的な合意はないため、地域により語の指すところが違うケースや、意味が逆転しているケースなども散見される）
懸垂は一つの種目で多数の部位を鍛えることが出来る優秀な種目だが、元々の筋肉が足りていないと、「体を数回引き上げるのが精一杯で、フォームなど二の次」という状態になってしまう。

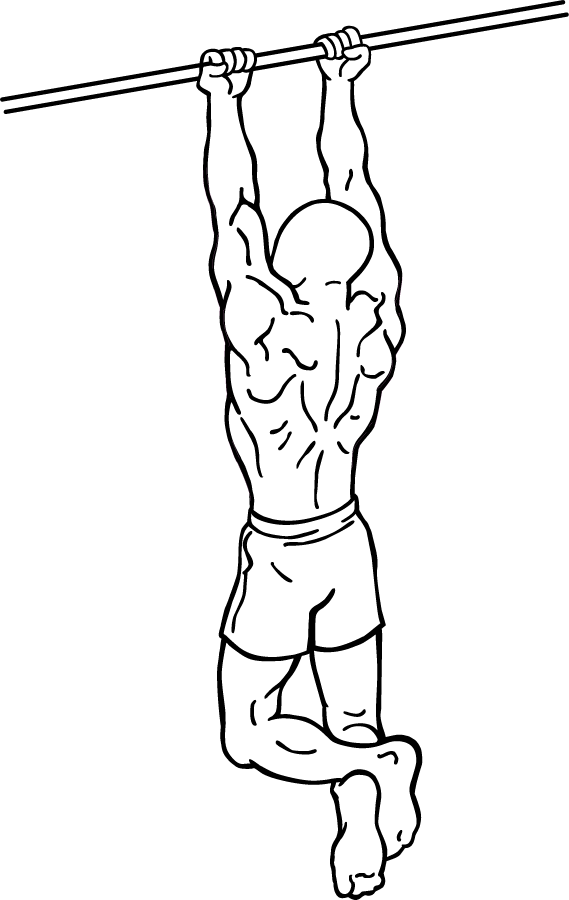
アンダーグリップ・チンニング(スタート)

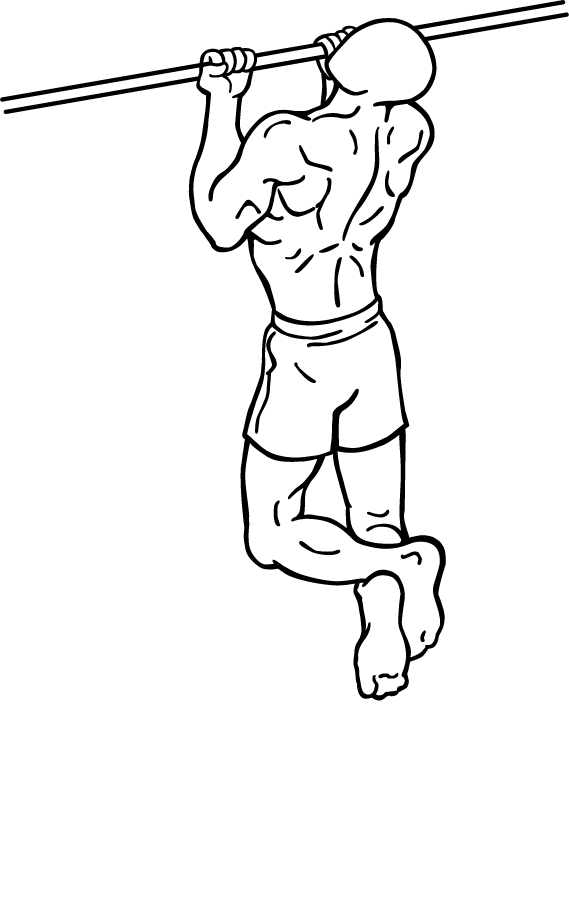
アンダーグリップ・チンニング(フィニッシュ)

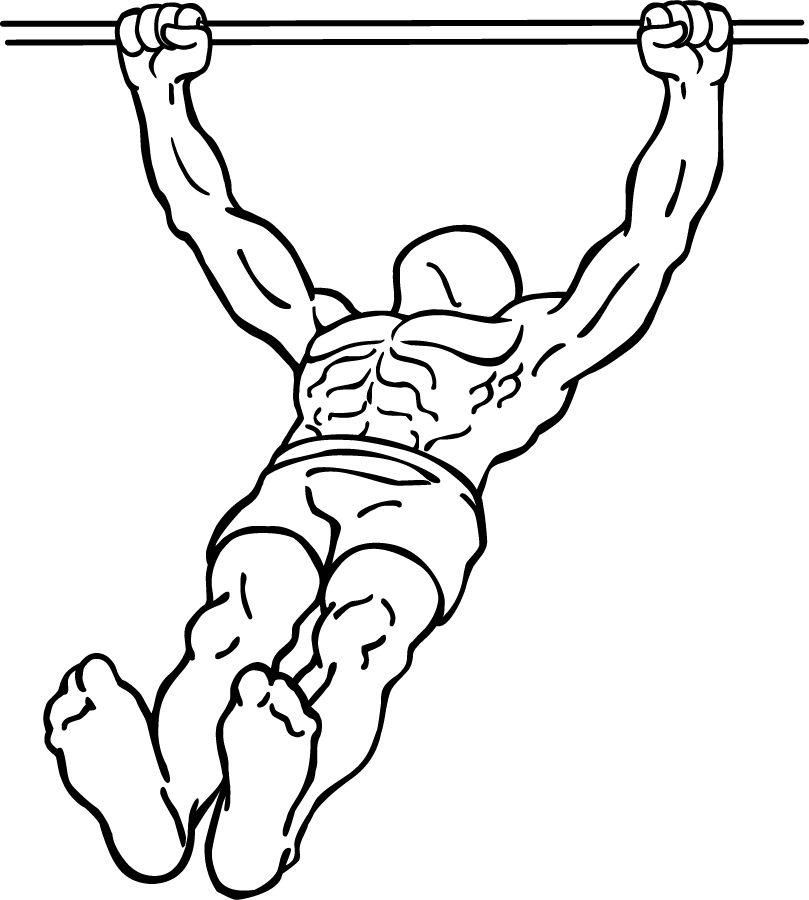
ヒール・エレベイテッド・チンニング(スタート)

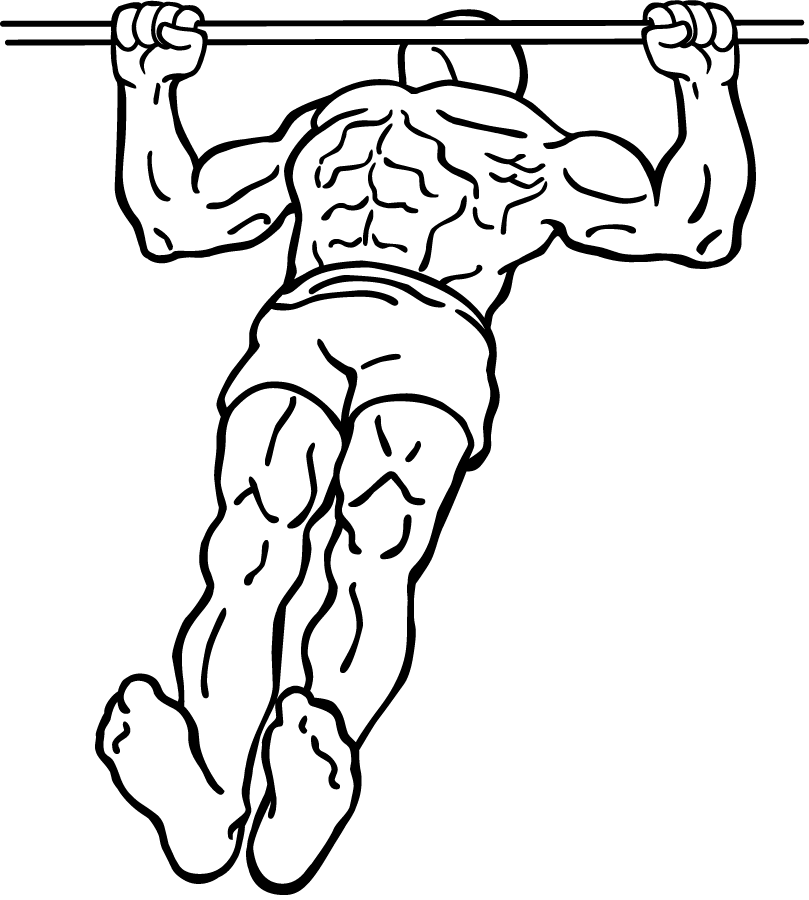
ヒール・エレベイテッド・チンニング(フィニッシュ)

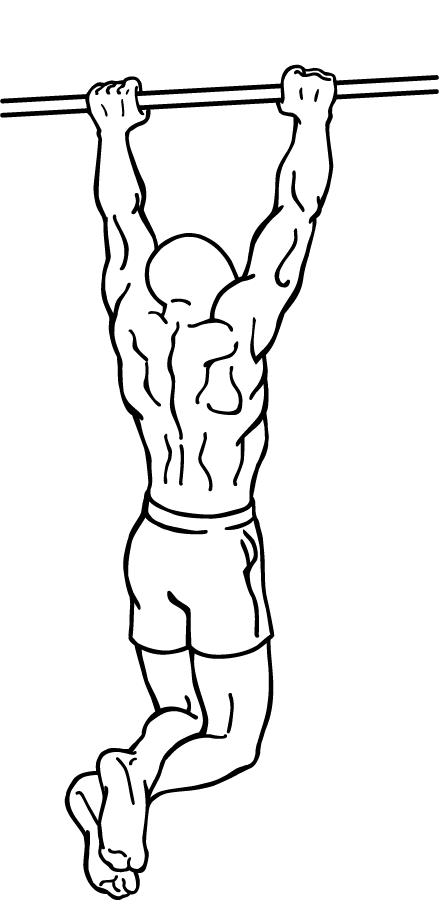
スターナム・チンニング(スタート)

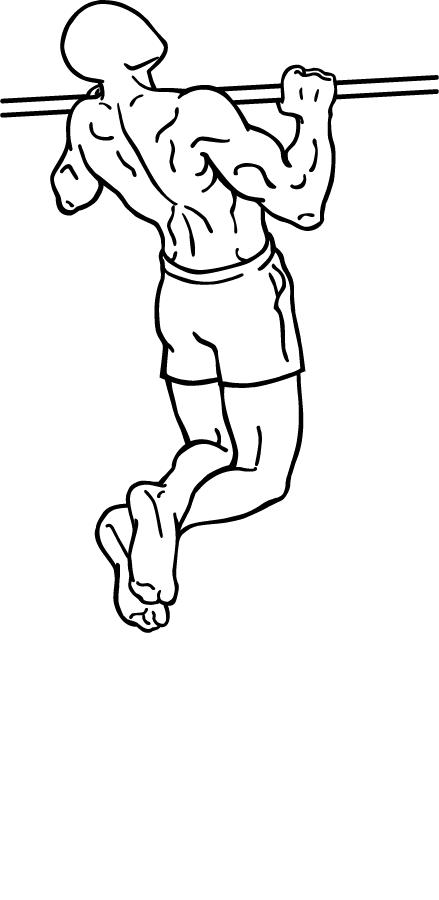
スターナム・チンニング(フィニッシュ)

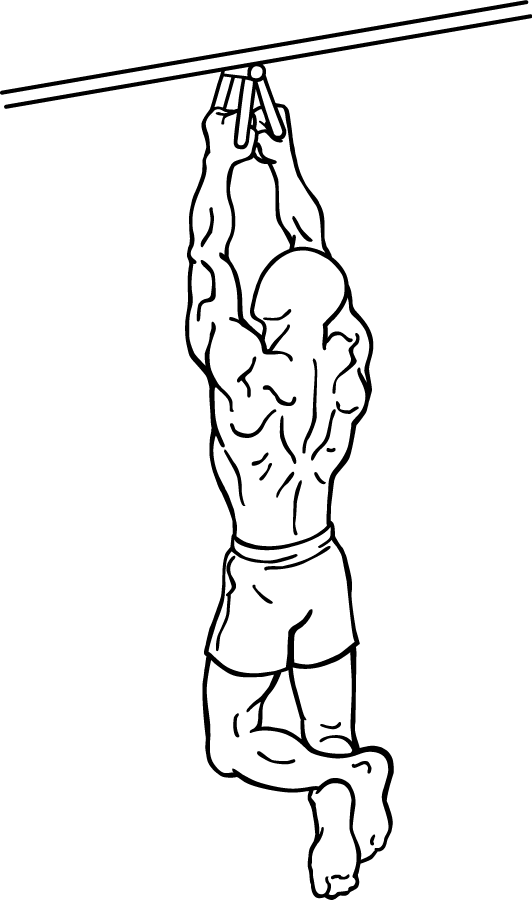
ナロー・パラレルグリップ・チンニング(スタート)

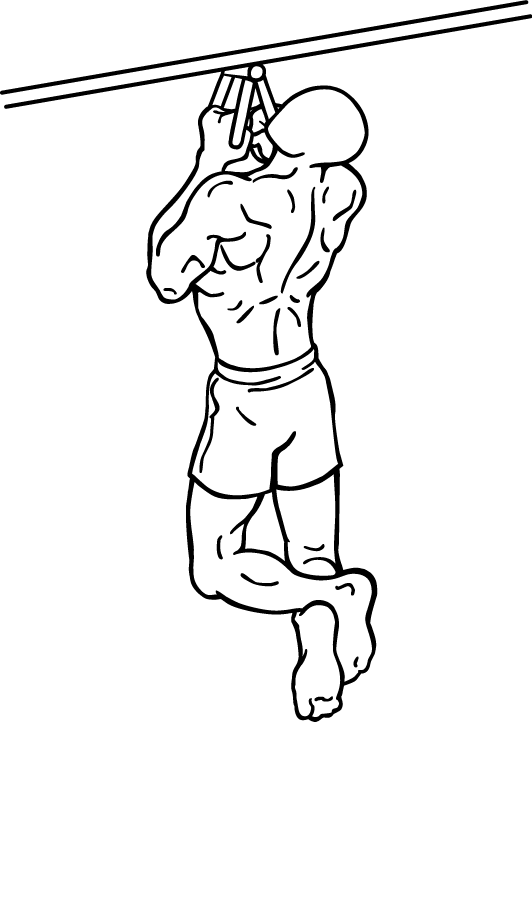
ナロー・パラレルグリップ・チンニング(フィニッシュ)

ワンハンド・チンニング

## 具体的動作
親指を巻かないサムレスグリップでバーを持つ。薬指と小指でしっかりと握り、他の指は軽く添えるようにする。引く動作と同時に肩甲骨を寄せるように意識する。握力が不足している場合はストラップを用いる。リストストラップで固定すると肩甲骨の動きが出やすい。

### オーバーグリップ・チンニング
1. バーに手をかけてぶら下がる。手の幅は、引ききった時に肘がほぼ直角になるような幅で行う。
2. 背中に自然なアーチを作り、息を吸いながらバーを鎖骨に引きつけるイメージで体を上げていく。
3. バーがあごの高さにきたら、息を吐きながら元の姿勢に戻る。
4. 2 - 3を繰り返す。

### アンダーグリップ・チンニング（背中に効かせる場合）
1. バーに手をかけてぶら下がる。手の幅は肩幅よりやや広くとる。
2. 背中に自然なアーチを作り、息を吸いながらバーをみぞおちに引きつけるイメージで体を上げていく。腕を直角以上に曲げず、上体がバーに対して斜め手前方向に上がる。
3. バーがみぞおちのあたりに来たら息を吐きながら元の姿勢に戻る。
4. 2 - 3を繰り返す。

### アンダーグリップ・チンニング（腕に効かせる場合）
1. バーを握ってぶら下がる。手の幅は肩幅よりやや狭くとる。
2. 息を吸いながらバーを鎖骨に引きつけるイメージで体を上げていく。上腕二頭筋の力で上げるように意識して、肩甲骨を出来るだけ動かさないようにする。
3. バーがあごの高さにきたら、息を吐きながら元の姿勢に戻る。
4. 2 - 3を繰り返す。

### ナロー・パラレルグリップ・チンニング
1. 両手の手のひらが向かい合うようにVバーを握ってぶら下がる。
2. 息を吸いながらバーを鎖骨に引きつけるイメージで体を上げていく。
3. バーがあごの高さにきたら、息を吐きながら元の姿勢に戻る。
4. 2 - 3を繰り返す。

### ワンハンド・チンニング（腕に効かせる場合）
1. バーを片手で握ってぶら下がる。体はバーに対して横向きになるようにする。
2. 息を吸いながらバーを首の付け根に引きつけるイメージで体を上げていく。
3. バーがあごの高さにきたら、息を吐きながら元の姿勢に戻る。
4. 2 - 3を繰り返す。

### ヒール・エレベイテッド・チンニング
チンニングバーが付いているパワーラックのチンニングバーと反対側の高い位置にバーベルをセットし、その上に足を乗せて行う。パートナーがいれば、バーベルの代わりにパートナーに足を持ち上げてもらう。
1. 足を高い位置におき、バーに手をかけてぶら下がる。背筋を伸ばして自然なアーチをつくり、上体をまっすぐに保つ。
2. 息を吸いながらバーを胸に引きつけるイメージで体を上げていく。
3. バーが胸に着く位置まできたら、息を吐きながら元の姿勢に戻る。
4. 2 - 3を繰り返す。

## 備考
- 徳山海上保安部の海上保安官が、順手での連続懸垂651回のギネス世界記録を保持している[1]。